# جورج فورد (سياسي)
جورج فورد (بالإنجليزية: George Ford)‏ هو محامي وقاضي وسياسي أمريكي، ولد في 11 يناير 1846 في الولايات المتحدة، وتوفي في 30 أغسطس 1917 في نفس البلد. حزبياً، نشط في الحزب الديمقراطي. وقد انتخب عضو مجلس النواب الأمريكي.